# 아줌마가 간다
《아줌마가 간다》는 2006년 11월 13일부터 2007년 5월 19일까지 방영된 한국방송공사 2TV 아침드라마로, 자신의 인생을 가족의 취향에만 맞춰 살던 주부가 자신의 삶과 사랑을 당당하게 즐기고 선택할 줄 아는 여성으로 거듭 나는 이야기를 담았다.

## 등장 인물

### 주요 인물
- 양정아 : 나오님(33세) 역 - 시장통 분식점 사장 → 케이블 TV 푸드채널 요리사
- 이세창 : 김재광(36세) 역 - 오님의 남편, 대학교 시간 강사
- 이필모 : 심우찬(33세) 역 - 국내 케이블 TV 제작 본부장, 오님의 연인

### 나오님의 가족
- 유혜리 : 고금화 역 - 오님의 친정 엄마, 불자
- 양희경 : 신숙자 역 - 오님의 시모, 기독교인
- 이정호 : 나경환 역 - 오님의 남동생
- 박유선 : 김사랑 역 - 오님의 딸

### 심우찬의 가족
- 독고영재 : 심태준 역 - 우찬의 아버지, 티제이 미디어 대표이사
- 양금석 : 한수연 역 - 우찬의 시집 안 간 노처녀 이모, 태준의 비서

### 그 외 인물
- 김지연 : 민효주(쥴리아) 역 - 우찬의 옛 애인, 찬이의 엄마
- 이서연 : 홍유란 역 - 재광의 첫사랑이자 내연녀
- 이병욱 : 이준석 역 - 우찬의 친구, TJ 미디어 리빙푸드 채널 제작 팀장
- 안규련 : 옥수정 역 - 주차 단속요원
- 송서연 : 이도경 역 - TJ 미디어 리빙푸드 채널 제작 PD
- 박인환 : 황보석 역 - 요리 프로그램 심사위원, 금화의 식당 직원
- 김혜정 : 서민정 역 - 수연의 친구, 태준을 짝사랑
- 서한 : 윤무혁 역 - 프로골퍼, 수연을 짝사랑
- 경인선 : 오순정 역 - 오님의 첫 번째, 두 번째 요리 프로그램 경쟁자
- 권연우 : 정주리 역 - 오님의 첫 번째 요리 프로그램 경쟁자
- 김덕현 : 김상태 역 - 유란의 내연남, 강남 동백 병원 원장
- 유지연 : 이송미 역 - 유란의 친구, 상태의 아내
- 김동균 : 최고수 역 - 오님의 두 번째 요리 프로그램 경쟁자, 식품영양학과 교수
- 김미라 : 미향 역 - 오님의 두 번째 요리 프로그램 경쟁자
- 김동수 : 안동건 역 - 오님의 두 번째 요리 프로그램 경쟁자, 재광의 군대 후임

## 시청률
- AGB닐슨 미디어리서치에 따르면, 첫 회 시청률은 10.7%[1], 평균 시청률은 16.1%, 최고 시청률은 마지막회에 기록한 21.2%이다.[2]
- 2007년 2월 9일, <있을 때 잘해!!>를 누르고 아침극 1위를 차지하였다.[3] (TNS미디어코리아 조사에 따르면 2007년 1월 26일에 처음 앞섰다.[4])

## 참고 사항
- 민효주 역을 맡은 김지연은 2003년 KBS 1TV 《인생화보》 이후 장극 복귀를 했다.[5]
- 김재광(이세창)과 심우찬(이필모) 사이에서 갈팡질팡하는 나오님(양정아)의 행동이 시청자들의 불만을 샀다.[6]
- 정가은이 조연 물망에 올랐으나[7] 사투리가 계속 나와서 여러 번 NG를 내어 탈락했다.
- 이 드라마에서 친구로 나온 이필모와 이병욱은 동갑이다.

## 수상
- 2007년 KBS 연기대상 남자 조연상 이필모

## 같이 보기
- 있을 때 잘해!! (MBC)
- 내 곁에 있어 (MBC)
- 맨발의 사랑 (SBS)
- 사랑도 미움도 (SBS)
- 사랑하기 좋은 날 (SBS)